# Campeonato Europeu de Ciclismo em Pista de 2011

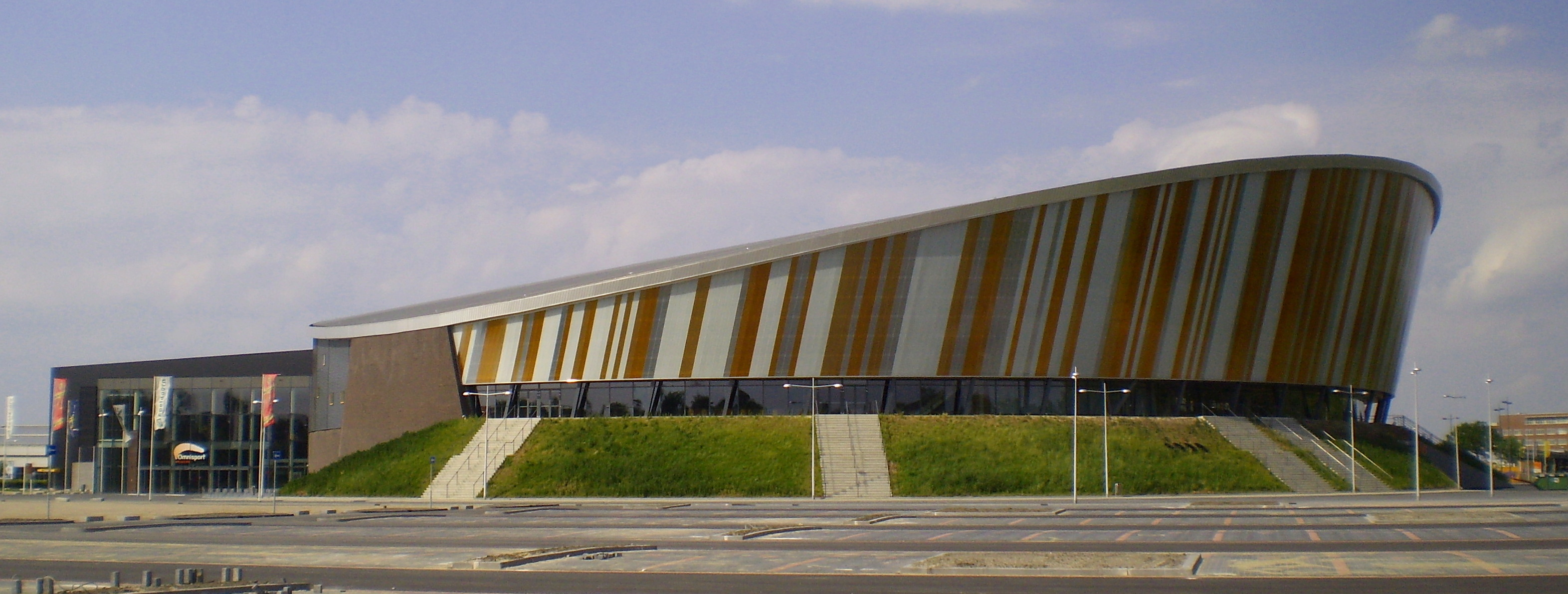
A Omnisport de Apeldoorn

O II Campeonato Europeu de Ciclismo em Pista celebrou-se na Apeldoorn (Países Baixos) entre 21 e 23 de outubro de 2011 baixo a organização da União Europeia de Ciclismo (UEC) e a Real Federação Neerlandesa de Ciclismo.
As competições realizaram-se no velódromo Omnisport Apeldoorn da cidade neerlandesa. Foram disputadas 13 provas, 7 masculinas e 6 femininas. As 10 provas olímpicas (velocidade, velocidade por equipas, keirin, perseguição por equipas e omnium  para os homens e as mulheres), bem como a perseguição à americana e a corrida por pontos têm lugar no marco destes campeonatos da Europa. O campeonato é o uma das competições que contam pontos para a qualificação com vistas às Jogos Olímpicos de 2012..

## Medalhistas

### Masculino
| Evento                          | Ouro                                                                                    | Prata                                                                                            | Bronze                                                                                 |
| ------------------------------- | --------------------------------------------------------------------------------------- | ------------------------------------------------------------------------------------------------ | -------------------------------------------------------------------------------------- |
| Velocidade individual (22.10)   | Kévin Sireau · França                                                                   | Maximilian Levy · Alemanha                                                                       | Denis Dmitriyev · Rússia                                                               |
| Velocidade por equipas (21.10)  | Alemanha · René Enders · Robert Förstemann · Stefan Nimke · 44,022                      | França · Mickaël Bourgain · François Pervis · Kévin Sireau · 44,415                              | Polónia · Maciej Bielecki · Kamil Kuczyński · Damian Zieliński · 44,809                |
| Perseguição por equipas (21.10) | Reino Unido · Steven Burke · Edward Clancy · Peter Kennaugh · Geraint Thomas · 4:00,008 | Dinamarca · Michael Mørkøv · Casper von Folsach · Lasse Norman Hansen · Rasmus Quaade · 4:06,787 | Rússia · Valeri Kaikov · Ivan Kovaliov · Yevgueni Kovaliov · Viktor Manakov · 4:04,508 |
| corrida por pontos (21.10)      | Rafał Ratajczyk · Polónia · 43 pts.                                                     | Silvan Dillier · Suíça · 39 pts.                                                                 | Milan Kadlec · Chéquia · 36 pts.                                                       |
| Keirin (23.10)                  | Matthew Crampton · Reino Unido                                                          | Jristos Volikakis · Grécia                                                                       | François Pervis · França                                                               |
| Madison (23.10)                 | Kenny De Ketele · Iljo Keisse · Bélgica · 19 pts.                                       | Claudio Imhof · Cyrille Thièry · Suíça · 12 pts.                                                 | Vivien Brisse · Morgan Kneisky · França · 11 pts.                                      |
| Omnium (23.10)                  | Edward Clancy · Reino Unido · 33 pts.                                                   | Bryan Coquard · França · 33 pts.                                                                 | Elia Viviani · Itália · 35 pts.                                                        |

### Feminino
| Evento                          | Ouro                                                                  | Prata                                                                      | Bronze                                                                   |
| ------------------------------- | --------------------------------------------------------------------- | -------------------------------------------------------------------------- | ------------------------------------------------------------------------ |
| Velocidade individual (22.10)   | Liubov Shulika · Ucrânia                                              | Olga Panarina · Bielorrússia                                               | Viktoriya Baranova · Rússia                                              |
| Velocidade por equipas (21.10)  | Reino Unido · Victoria Pendleton · Jessica Varnish · 33,276           | Ucrânia · Liubov Shulika · Olena Tsos · 33,786                             | Alemanha · Kristina Vogel · Miriam Welte · 33,678                        |
| Perseguição por equipas (21.10) | Reino Unido · Danielle King · Joanna Rowsell · Laura Trott · 3:22,618 | Alemanha · Charlotte Becker · Lisa Brennauer · Madeleine Sandig · 3:29,596 | Bielorrússia · Alena Dylko · Axana Papko · Tatsiana Sharakova · 3:26,864 |
| corrida por pontos (21.10)      | Yevgueniya Romaniuta · Rússia · 19 pts.                               | Katarzyna Pawłowska · Polónia · 14 pts.                                    | Jarmila Machačová · Chéquia · 13 pts.                                    |
| Keirin (23.10)                  | Victoria Pendleton · Reino Unido                                      | Clara Sanchez · França                                                     | Sandie Clair · França                                                    |
| Omnium (23.10)                  | Laura Trott · Reino Unido · 25 pts.                                   | Tatsiana Sharakova · Bielorrússia · 29 pts.                                | Kirsten Wild · Países Baixos · 32 pts.                                   |

## Medalheiro
| Ordem | País          | Medalha de ouro | Medalha de prata | Medalha de bronze | Total |
| ----- | ------------- | --------------- | ---------------- | ----------------- | ----- |
| 1     | Reino Unido   | 7               | 0                | 0                 | 7     |
| 2     | França        | 1               | 3                | 3                 | 7     |
| 3     | Alemanha      | 1               | 2                | 1                 | 4     |
| 4     | Polónia       | 1               | 1                | 1                 | 3     |
| 5     | Ucrânia       | 1               | 1                | 0                 | 2     |
| 6     | Rússia        | 1               | 0                | 3                 | 4     |
| 7     | Bélgica       | 1               | 0                | 0                 | 1     |
| 8     | Bielorrússia  | 0               | 2                | 1                 | 3     |
| 9     | Suíça         | 0               | 2                | 0                 | 2     |
| 10    | Dinamarca     | 0               | 1                | 0                 | 1     |
| 10    | Grécia        | 0               | 1                | 0                 | 1     |
| 12    | Chéquia       | 0               | 0                | 2                 | 2     |
| 13    | Itália        | 0               | 0                | 1                 | 1     |
| 13    | Países Baixos | 0               | 0                | 1                 | 1     |
|       | TOTAL         | 13              | 13               | 13                | 39    |